# Hymenomima camerata
Hymenomima camerata är en fjärilsart som beskrevs av W. Warren 1900. Hymenomima camerata ingår i släktet Hymenomima och familjen mätare. Inga underarter finns listade i Catalogue of Life.